# Jacques (canção)
"Jacques" é uma canção do DJ inglês e produtor Jax Jones e da cantora sueca Tove Lo. Foi lançada em 28 de agosto de 2019 como o single principal do álbum de estreia de Jones, Snacks (Supersize) (2019), e como terceiro single do quarto álbum de Lo, Sunshine Kitty (2019). Foi escrita por Jones, Lo, Mark Ralph e Uzoechi Emenike, e produzida por Jax e Ralph.

## Fundo
"Jacques" foi confirmada como a segunda faixa do álbum de Jones, Snacks (Supersize), em 19 de julho e como a sétima faixa do álbum de Lo, Sunshine Kitty, em 2 de agosto. Em 26 de agosto, Jones e Lo anunciaram nas mídias sociais que a música seria lançada em 28 de agosto.

## Desempenho nas paradas musicais
| Tabela musical (2019)                             | Melhor posição |
| ------------------------------------------------- | -------------- |
| Estados Unidos (Billboard Dance/Electronic Songs) | 35             |
| Irlanda (IRMA)                                    | 65             |
| Reino Unido (UK Dance Chart)                      | 14             |
| Reino Unido (UK Singles Chart)                    | 67             |
| Suécia (Sverigetopplistan)                        | 61             |